# Teinobasis micans
Teinobasis micans là một loài chuồn chuồn kim trong họ Coenagrionidae.
Teinobasis micans được Lieftinck miêu tả khoa học năm 1949.